# Mangrovesångsmyg
Mangrovesångsmyg (Gerygone levigaster) är en fågel i familjen taggnäbbar inom ordningen tättingar.

## Utseende och läte
Mangrovesångsmygen är en liten enfärgad fågel med tunn näbb. Ovansidan är grå och undersidan vitaktig med tydliga vita fläckar på stjärten. På huvudet syns ett ljust ögonbrynsstreck och rött öga. Sången består av en klingande melodisk serie toner som stiger och faller i tonhöjd, som skalövningar.

## Utbredning och systematik
Mangrovesångsmyg delas in i två underarter med följande utbredning:
- Gerygone levigaster levigaster – kustnära norra Australien (Broome, nordvästra Australien, östra Kap Yorkhalvön)
- Gerygone levigaster cantator – kustnära östra Australien (Halifax Bay, Queensland till Gosford, New South Wales)

## Levnadssätt
Mangrovesångsmygen hittas i mangroveträsk och kringliggande miljöer och ses sällan långt från dessa. Den upptäcks vanligen genom sången.

## Status och hot
Arten har ett stort utbredningsområde, men tros minska i antal, dock inte tillräckligt kraftigt för att den ska betraktas som hotad. Internationella naturvårdsunionen IUCN listar arten som livskraftig (LC).